# Argentinas damlandslag i fotboll
Argentinas damlandslag i fotboll är det damlandslag i fotboll som representerar det sydamerikanska landet Argentina. Laget styrs av Asociación del Fútbol Argentino (svenska: Argentinas fotbollsförbund), och är medlem i Conmebol samt Fifa.
Laget deltog i olympiska sommarspelen 2008 i Peking, Kina. Laget spelade sin första match den 3 december 1993, och besegrade Chile med 3–2 borta i Santiago.

## Laguppställning
Följande spelare ingår i spelartruppen i VM 2023 som spelas i Australien och Nya Zeeland.
- Matcher och mål är uppdaterade per den 19 juli 2023.

| Nr | Pos. | Namn                 | Födelsedatum (ålder)     | Matcher | Mål |           | Klubb                     |
| -- | ---- | -------------------- | ------------------------ | ------- | --- | --------- | ------------------------- |
| 1  | MV   | Vanina Correa        | 14 augusti 1983 (39 år)  | 59      | 0   | Argentina | Rosario Central           |
| 2  | F    | Adriana Sachs        | 25 december 1993 (29 år) | 36      | 0   | Brasilien | Santos                    |
| 3  | F    | Eliana Stábile       | 26 november 1993 (29 år) | 54      | 5   | Brasilien | Santos                    |
| 4  | F    | Julieta Cruz         | 4 juni 1996 (27 år)      | 13      | 0   | Argentina | Boca Juniors              |
| 5  | MF   | Vanesa Santana       | 3 september 1990 (32 år) | 57      | 0   | Spanien   | Sporting Huelva           |
| 6  | F    | Aldana Cometti       | 3 mars 1996 (27 år)      | 71      | 0   | Spanien   | Madrid CFF                |
| 7  | MF   | Romina Núñez         | 1 januari 1994 (29 år)   | 71      | 6   | Argentina | UAI Urquiza               |
| 8  | MF   | Daiana Falfán        | 14 oktober 2000 (22 år)  | 28      | 0   | Argentina | UAI Urquiza               |
| 9  | A    | Paulina Gramaglia    | 21 mars 2003 (20 år)     | 31      | 0   | Brasilien | Red Bull Bragantino       |
| 10 | MF   | Dalila Ippólito      | 24 mars 2002 (21 år)     | 9       | 0   | Italien   | Parma                     |
| 11 | A    | Yamila Rodríguez     | 24 januari 1998 (25 år)  | 20      | 0   | Brasilien | Palmeiras                 |
| 12 | MV   | Lara Esponda         | 8 november 2005 (17 år)  | 38      | 10  | Argentina | River Plate               |
| 13 | F    | Sophia Braun         | 26 januari 2000 (23 år)  | 0       | 0   | Mexiko    | León                      |
| 14 | F    | Miriam Mayorga       | 20 november 1989 (33 år) | 13      | 1   | Argentina | Boca Juniors              |
| 15 | A    | Florencia Bonsegundo | 14 juli 1993 (30 år)     | 42      | 0   | Spanien   | Madrid CFF                |
| 16 | MF   | Lorena Benítez       | 3 december 1998 (24 år)  | 63      | 20  | Brasilien | Palmeiras                 |
| 17 | MF   | Camila Gómez Ares    | 26 oktober 1994 (28 år)  | 20      | 0   | Chile     | Universidad de Concepción |
| 18 | F    | Gabriela Chávez      | 9 april 1989 (34 år)     | 7       | 1   | Argentina | Estudiantes (BA)          |
| 19 | A    | Mariana Larroquette  | 24 oktober 1992 (30 år)  | 32      | 0   | Mexiko    | León                      |
| 20 | F    | Chiara Singarella    | 5 december 2003 (19 år)  | 76      | 22  | USA       | Alabama Crimson Tide      |
| 21 | A    | Érica Lonigro        | 6 juli 1994 (29 år)      | 5       | 1   | Argentina | Rosario Central           |
| 22 | A    | Estefanía Banini     | 21 juni 1990 (33 år)     | 13      | 2   | Spanien   | Atlético Madrid           |
| 23 | MV   | Abigaíl Chaves       | 11 juli 1997 (26 år)     | 51      | 13  | Argentina | Huracán                   |